# Punta Goubat
Das Punta Goubat ist eine Landspitze an der Wilkins-Küste des Palmerlands auf der Antarktischen Halbinsel. Sie liegt südöstlich der Finley Heights.
Argentinische Wissenschaftler benannten es nach Leutnant Raúl Ernesto Goubat (1886–1955) von der Fuerza Aérea Argentina.